# By the Time I Get to Phoenix
By the Time I Get to Phoenix — пісня, написана американським пісенником Джиммі Веббом. Особливу популярність пісня отримала у записі Ґлена Кемпбелла, здісненому 1967 року.
Пісня вийшла в однойменному альбомі, а також як сингл і потрапила до списку 500 найкращих пісень усіх часів за версією журналу Rolling Stone.
Пісня стала третьою за кількістю виконань з 1940 до 1990 за версією Broadcast Music, Inc. (BMI) (14.09.1990). Серед її виконавців — The Union Gap, Nick Cave and the Bad Seeds, The Ventures, а також Стіві Вандер, Енгельберт Гампердінк, Айзек Хейз, Соломон Берк, Френк Сінатра, Енді Вільямс та ін.